# Paravani (flod)
Paravani (georgiska: ფარავანი) är ett vattendrag i Georgien. Det ligger i regionen Samtsche-Dzjavachetien, i den centrala delen av landet, 130 km väster om huvudstaden Tbilisi. Paravani mynnar som högerbiflod i Kura (Mtkvari).